# Vidar Ekman
Vidar Ekman, född 31 augusti 2005, är en svensk skolpolitiker och sedan 2025 förbundsordförande i Elevernas Riksförbund.

## Biografi
Vidar Ekman har sedan tidiga tonår varit aktiv inom Elevernas riksförbund och blev ledamot i förbundsstyrelsen 2021, andre vice förbundordförande 2023, förste vice förbundsordförande 2024 och är sedan 2025 förbundsordförande.
Ekman har deltagit i flera paneler och seminarier där han representerat elevernas perspektiv i diskussioner om skolpolitik och utbildningsreformer, bland annat under Almedalsveckan 2023 och Stockholm Pride 2024. Han har också i media uttryckt oro över det ökande antalet elever som får sitt studiebidrag indraget på grund av frånvaro, som kan bero på faktorer som psykisk ohälsa, socioekonomiska utmaningar och brist på stöd inom skolan.